# Teburoro Tito
Teburoro Tito (Tabiteuea, Islas Gilbert y Ellice, 25 de agosto de 1952) es un político y diplomático kiribatiano, que se desempeñó como el 3.º presidente de la República de Kiribati entre 1994 y 2003, período en el que también ocupó el cargo de ministro de Relaciones Exteriores. Actualmente sirve como embajador de su país ante los Estados Unidos y la Organización de las Naciones Unidas.

## Trayectoria

### Carrera política
Fue reelegido en el puesto de presidente en 1998 con el 52% de los votos, derrotando a Harry Tong. En 2003, fue reelecto nuevamente, imponiéndose contra Taberannang Timeon con el 50,4%, sin embargo, fue depuesto en una moción de censura por el Maneaba ni Maungatabu, a un mes de los comicios. Una de las principales razones de su expulsión fue su decisión de arrendar un avión ATR-72 -500 a expensas del gobierno; en seis meses, este contrato de arrendamiento consumió ocho millones de dólares.

### Carrera diplomática
El 13 de septiembre de 2017 presentó sus cartas credenciales como representante permanente de las Naciones Unidas al secretario general de la organización, António Guterres.
El 24 de enero de 2018 presentó sus cartas credenciales al presidente Donald Trump, como embajador de Kiribati ante los Estados Unidos.
Actualmente se desempeña como representante permanente de Kiribati ante las Naciones Unidas. En sus discursos, entrevistas y conferencias ha hecho énfasis en los efectos perjudiciales del calentamiento global en su país y en otras naciones insulares del Pacífico Sur.